# Vollmond (Album)
Vollmond ist das neunte Soloalbum des deutschen Rappers Kontra K. Es erschien am 25. September 2020 über das Label BMG Rights Management in verschiedenen Versionen.

## Hintergrund
Kontra K kündigte das Album am 1. März 2020 an, die gesamte Titelliste wurde am 3. September 2020 veröffentlicht. Am 23. September erschien ein achtminütiges Snippet auf YouTube.
Die Musikvideos zu den Singles Puste sie weg, Namen, Tiefschwarz, Sirenen und Freunde wurden unter der Regie von Shaho Casado in Tschetschenien, Australien, Indien, Norwegen und Berlin gedreht. Aufgrund der Reisebeschränkungen als Auswirkung der COVID-19-Pandemie wurde das Musikvideo zu Sonne unter dem Einsatz von CGI und VFX produziert. Als Kulisse für die Musikvideos zu Puste sie weg und Namen dienten unter anderem der Slum Dharavi in Mumbai und das von Buschbränden gebeutelte Australien.
Das Album erschien als Standard-Edition; Boxset inklusive u. a. einem Band der eigenen Modemarke loyal athletics, einem Poster und wahlweise einem Holster (Männer) oder einer Tasche (Frauen) von loyal athletics; sowie als T-Shirt-Bundle mit einem loyal athletics-T-Shirt, einem Poster und zwei Stickern.

## Produktion
Das Album wurde komplett vom Musikproduzenten-Team The Cratez produziert (20 Songs). An der Produktion einzelner Tracks waren zusätzlich DJ DeeVoe (4), Jugglerz (1), The Royals (2) und Pascal Reinhardt (1) beteiligt.

## Covergestaltung
Das Cover zeigt die linke Kopfseite von Kontra K, die von einer Schlange umringt wird. Erkennbar sind die Tätowierungen True und Respect neben beziehungsweise unterhalb des linken Ohres, sowie ein Wolf oberhalb des Ohres, auf dessen Höhe der Album- sowie der Künstlertitel abgebildet wird. Der Hintergrund zeigt einen Vollmond in blauer Färbung. Für die Gestaltung des Covers war die Grafikdesign-Agentur Sucuk und Bratwurst verantwortlich.

## Gastbeiträge
Auf neun Liedern des Albums sind neben Kontra K weitere Künstler vertreten. So hat Samra einen Gastauftritt in der Single Tiefschwarz, während BTNG in Soll so sein zu hören ist. Alles dreht sich ist eine Zusammenarbeit mit Capital Bra und auf Sie rennt tritt Ufo361 in Erscheinung. Des Weiteren ist der deutsche Rapper AK Ausserkontrolle am Song Sirenen beteiligt, während Kontra K auf Nochmal mit Rico und Skepsis zusammenarbeitet. Gift ist eine Kollaboration mit Alicia Awa und auf Nicht wert ist Jah Khalib vertreten. Außerdem ist in Für dich geh ich rein Baci aus Kontra Ks Label Die letzten Wölfe zu hören.

## Titelliste
Das Werk wurde als Doppelalbum aus zwei CDs veröffentlicht.
| Nr. | Titel                              | Produzent(en)         | Länge |
| --- | ---------------------------------- | --------------------- | ----- |
| 1.  | Du willst es                       | The Cratez            | 3:35  |
| 2.  | Tiefschwarz (feat. Samra)          | The Cratez            | 3:10  |
| 3.  | Gangster & Gentlemen               | The Cratez            | 2:41  |
| 4.  | Puste sie weg                      | The Cratez            | 3:11  |
| 5.  | Sonne                              | The Cratez            | 2:44  |
| 6.  | Für dich geh ich rein (feat. Baci) | DJ DeeVoe, The Cratez | 2:57  |
| 7.  | Freunde                            | Jugglerz, The Cratez  | 2:59  |
| 8.  | Soll so sein (feat. BTNG)          | DJ DeeVoe, The Cratez | 2:53  |
| 9.  | Wie gemacht dafür                  | The Cratez            | 2:54  |
| 10. | Namen                              | The Cratez            | 3:18  |

| Nr. | Titel                                | Produzent(en)                     | Länge |
| --- | ------------------------------------ | --------------------------------- | ----- |
| 1.  | Auf der Klinge                       | The Cratez                        | 2:47  |
| 2.  | Alles dreht sich (feat. Capital Bra) | The Cratez                        | 3:19  |
| 3.  | Karma 2.0                            | The Cratez                        | 3:19  |
| 4.  | Sie rennt (feat. Ufo361)             | The Cratez                        | 3:16  |
| 5.  | Sirenen (feat. AK Ausserkontrolle)   | The Cratez, The Royals            | 3:25  |
| 6.  | Nochmal (feat. Rico, Skepsis)        | DJ DeeVoe, The Cratez, The Royals | 3:38  |
| 7.  | Gift (feat. Alicia Awa)              | Pascal Reinhardt, The Cratez      | 2:53  |
| 8.  | Nicht wert (feat. Jah Khalib)        | The Cratez                        | 2:50  |
| 9.  | Der Mond und ich                     | The Cratez                        | 3:03  |
| 10. | Lass mich lieber allein              | DJ DeeVoe, The Cratez             | 3:12  |

## Kommerzieller Erfolg

### Chartplatzierungen und Singles
Vollmond stieg am 2. Oktober 2020 auf Platz eins in die deutschen Albumcharts ein. In den deutschen Hip-Hop-Charts erreichte das Album ebenfalls die Chartspitze, genauso wie die Chartspitze in den deutschen deutschsprachigen Albumcharts. In allen drei Chartlisten erreichte Kontra K mit Vollmond zum fünften Mal die Chartspitze. Am 4. Oktober 2020 stieg das Album auf Platz vier in die Schweizer Hitparade ein, dort konnte sich das Album vier Wochen halten. Am 9. Oktober 2020 erreichte Vollmond auch in den Ö3 Austria Top 40 die Spitzenposition, was das zweite Nummer-eins-Album für Kontra K in Österreich bedeutete.
In den deutschen Album-Jahrescharts 2020 belegte es Platz 17.
| ChartsChartplatzierungen | Höchstplatzierung | Wochen |
| ------------------------ | ----------------- | ------ |
| Deutschland (GfK)        | 1 (38 Wo.)        | 38     |
| Österreich (Ö3)          | 1 (21 Wo.)        | 21     |
| Schweiz (IFPI)           | 4 (4 Wo.)         | 4      |

| ChartsJahrescharts (2020) | Platzierung |
| ------------------------- | ----------- |
| Deutschland (GfK)         | 17          |

Die erste Single Puste sie weg wurde am 27. März 2020 zum Download ausgekoppelt und stieg auf Platz 4 der deutschen, Platz acht der österreichischen und Rang 25 der schweizerischen Singlecharts ein. Am 1. Mai wurde der Song Namen veröffentlicht, der Position fünf in Deutschland, Platz zehn in Österreich und Position 27 in der Schweiz belegte. Die dritte Auskopplung Sonne erschien am 19. Juni und stieg in Deutschland auf Rang 21, in der Schweiz auf 39 und in Österreich auf Platz 69 in den Charts ein. Am 10. Juli erschien die vierte Auskopplung aus Vollmond, Tiefschwarz (feat. Samra) und erreichte Position zwei der deutschen, Rang vier der österreichischen sowie Platz fünf der Schweizer Hitparade. Sirenen (feat. AK Ausserkontrolle) erschien am 28. August als fünfte Single und erreichte Platz fünf in Deutschland, 17 in Österreich und 48 in der Schweiz. Eine Woche vor Albumveröffentlichung folgte die letzte Single Freunde, die in Deutschland Platz zehn, in Österreich Platz 34 und in der Schweiz Rang 61 erreichen konnte.
Zu allen Auskopplungen wurden auch Musikvideos veröffentlicht.
Nach Erscheinen des Albums stieg zudem der Song Alles dreht sich (feat. Capital Bra) aufgrund von Streaming und Downloads auf Position 9 in die deutschen Singlecharts ein. In Österreich und der Schweiz erreichte das Lied Rang 27 bzw. 51.

### Auszeichnungen für Musikverkäufe
| Land/Region        | Auszeichnungen für Musikverkäufe (Land/Region, Auszeichnung, Verkäufe) | Verkäufe |
| ------------------ | ---------------------------------------------------------------------- | -------- |
| Deutschland (BVMI) | Gold                                                                   | 100.000  |
| Insgesamt          | 1× Gold ·                                                              | 100.000  |

## Tour
Kontra K geht ab dem 22. November 2021 mit dem Album auf Tour. Geplant ist eine Tour unter dem Namen „Der Sonne entgegen“ in Deutschland und Luxemburg, mit Auftritten unter anderem in München, Berlin, Hamburg, Köln und Frankfurt.

## Trivia
- Die Künstler Alicia Awa, Baci, Capital Bra, Samra und Ufo361 sind erstmals auf einem Kontra-K-Album vertreten.
- Mit einer Promophase von annähernd sieben Monaten besaß kein anderes Kontra-K-Album eine längere Vorlaufzeit.
- Die im Album Labyrinth (2016) enthaltene EP trug ebenfalls den Namen Vollmond.
- Der Titel Karma 2.0 ist die Fortsetzung des Titels Karma aus dem Album Aus dem Schatten ins Licht aus dem Jahre 2015.